# Frank Becker (Historiker)

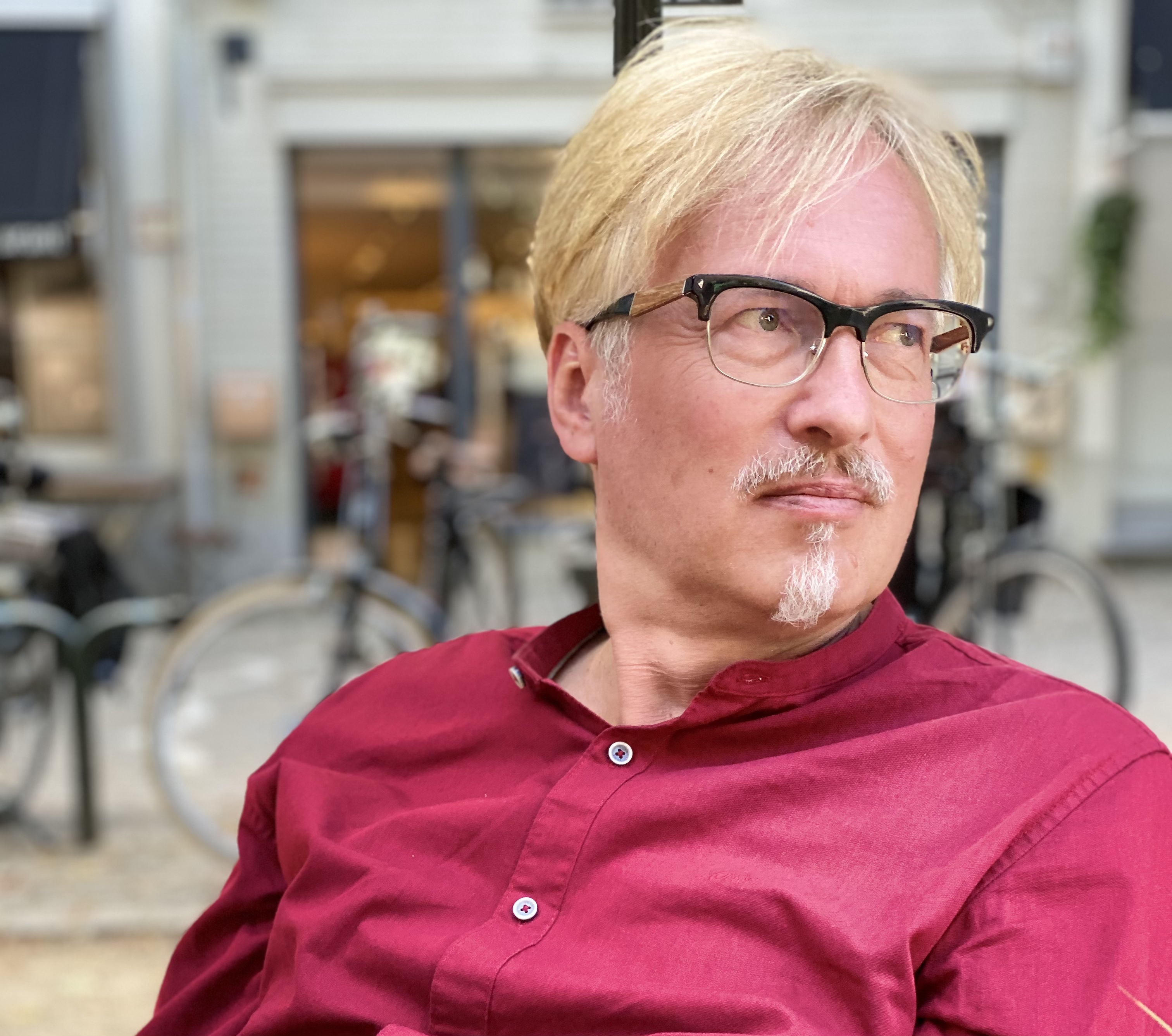
Frank Becker (Historiker)

Frank Josef Becker (* 5. Oktober 1963 in Bottrop) ist ein deutscher Historiker. Er lehrte an der Universität Münster und ist seit 2011 Professor für Neuere und Neueste Geschichte an der Universität Duisburg-Essen.

## Leben
Nach dem Abitur am Heinrich-Heine-Gymnasium Bottrop 1983 studierte Becker Geschichte, Germanistik, Philosophie und Pädagogik an der Westfälischen Wilhelms-Universität Münster. Nach der ersten Staatsprüfung für das höhere Lehramt im Juni 1989 wurde er im Juni 1992 bei Hans-Ulrich Thamer an der Philosophischen Fakultät der Universität Münster mit der Dissertation Amerikanismus in Weimar. Sportsymbole und politische Kultur 1918–1933 zum Dr. phil. promoviert. 1998 habilitierte er sich mit der Arbeit Bilder von Krieg und Nation. Die Einigungskriege in der bürgerlichen Öffentlichkeit Deutschlands 1864–1913, wofür er 2000 und 2002 ausgezeichnet wurde.
2003 war er Gastdozent am Deutschen Historischen Institut in London und 2004 an der Universität Växjö. 2004 vertrat er die Professur für Neuere und Neueste Geschichte unter besonderer Berücksichtigung der Geschichte der internationalen Beziehungen im 19. und 20. Jahrhundert an der Universität Münster, wo er 2005 zum außerplanmäßigen Professor berufen wurde. Nach weiteren Lehrstuhlvertretungen und Gastprofessuren, u. a. in Wien, wurde er 2011 Professor für Neuere und Neueste Geschichte an der Universität Duisburg-Essen. Becker forscht u. a. zur Geschichte der politischen Kultur, zur Gesellschaftsgeschichte des Krieges, zur Rassenpolitik in kolonialen Gesellschaften, zur Körperkultur des Sports sowie zur Geschichte der Industriearbeit.
Seit 2013 gehört er dem Leitungsgremium des DFG-Graduiertenkollegs 1919 „Vorsorge, Voraussicht, Vorhersage. Kontingenzbewältigung durch Zukunftshandeln“ an der Universität Duisburg-Essen an; seit 2019 ist er Mitglied der DFG-Forschergruppe „Ambiguität und Unterscheidung. Historisch-kulturelle Dynamiken“ ebenda. Er ist Autor mehrerer Bücher und publizierte in Zeitschriften wie Internationales Archiv für Sozialgeschichte der Literatur, Stadion, Militärgeschichtliche Zeitschrift, Archiv für Kulturgeschichte, KultuRRevolution und Historische Zeitschrift.
Verheiratet ist er mit der Kulturwissenschaftlerin Elke Reinhardt-Becker.

## Auszeichnungen
- 2000: Werner-Hahlweg-Preis für Militärgeschichte und Wehrwissenschaften (2. Preis) für die Habilitationsschrift
- 2002: Nachwuchsforschungspreis der Westfälischen Wilhelms-Universität in Münster für die Habilitationsschrift
- 2005: Gewinner des NRW-Exzellenzwettbewerbes für Geistes- und Kulturwissenschaften „Geisteswissenschaften gestalten Zukunftsperspektiven“

## Schriften (Auswahl)

### Monografien
- Amerikanismus in Weimar. Sportsymbole und politische Kultur 1918–1933. Deutscher Universitäts-Verlag, Wiesbaden 1993, ISBN 3-8244-4144-6 (Zugl.: Münster (Westf.), Univ., Diss., 1992, u.d.T.: „Durch die Brille des Sports“. Sachliche Symbole in der Weimarer Republik).
- mit Elke Reinhardt-Becker: Systemtheorie. Eine Einführung für die Geschichts- und Kulturwissenschaften. Campus, Frankfurt am Main 2001, ISBN 3-593-36848-X (spanische Übersetzung: Teoría de stistemas. Und introducción para las ciencias históricas y las humanidades, Universidad Iberoamericana, Mexiko-Stadt 2016, ISBN 978-607-417-400-7).
- Bilder von Krieg und Nation. Die Einigungskriege in der bürgerlichen Öffentlichkeit Deutschlands 1864–1913 (= Ordnungssysteme, Band 7). Oldenbourg, München 2001, ISBN 3-486-56545-1 (Zugl.: Münster (Westf.), Univ., Habil.-Schr., 1998 u.d.T.: Bildungsbürgertum und Krieg. Darstellung und Deutung der Reichseinigungskriege in der bürgerlichen Öffentlichkeit Deutschlands 1864–1913).
- Den Sport gestalten. Carl Diems Leben (1882–1962). 4 Bände, Universitätsverlag Rhein-Ruhr, Duisburg 2009–2011 (2. Auflage, 2013, ISBN 978-3-942158-58-9; 3. Auflage in einem Band 2019, ISBN 978-3-95605-067-1).
- „Menschenökonomie“. Arbeitswissen und Arbeitspraktiken in Deutschland 1925–1945, Campus, Frankfurt am Main 2021, ISBN 978-3-593-51456-7.

### Herausgeberschaften
- mit Thomas Großbölting, Armin Owzar, Rudolf Schlögl: Politische Gewalt in der Moderne. Festschrift für Hans-Ulrich Thamer. Aschendorff, Münster 2003, ISBN 3-402-06612-2.
- Rassenmischehen – Mischlinge – Rassentrennung. Zur Politik der Rasse im deutschen Kolonialreich (= Beiträge zur europäischen Überseegeschichte, Band 90). Steiner, Stuttgart 2004, ISBN 3-515-08565-3.
- Geschichte und Systemtheorie. Exemplarische Fallstudien (= Campus historische Studien, Band 37). Campus, Frankfurt am Main 2004, ISBN 3-593-37587-7.
- mit Elke Reinhardt-Becker: Mythos USA. „Amerikanisierung“ in Deutschland seit 1900. Campus, Frankfurt am Main 2006, ISBN 978-3-593-37994-4.
- Der Erste Weltkrieg und die Städte. Studien zur Rhein-Ruhr-Region. Universitätsverlag Rhein-Ruhr, Duisburg 2015, ISBN 978-3-95605-011-4.
- Zivilisten und Soldaten. Entgrenzte Gewalt in der Geschichte. Klartext, Essen 2015, ISBN 978-3-8375-1241-0.
- mit Ralf Schäfer: Sport und Nationalsozialismus (= Beiträge zur Geschichte des Nationalsozialismus, Band 32). Wallstein, Göttingen 2016, ISBN 978-3-8353-1923-3.
- mit Benjamin Scheller, Ute Schneider: Die Ungewissheit des Zukünftigen. Kontingenz in der Geschichte (= Kontingenzgeschichten, Band 1). Campus Verlag, Frankfurt am Main 2016, ISBN 978-3-593-50525-1.
- mit Elke Reinhardt-Becker: Liebesgeschichte(n). Identität und Diversität vom 18. bis zum 21. Jahrhundert. Campus, Frankfurt am Main 2019, ISBN 978-3-593-51029-3.
- mit Daniel Schmidt: Industrielle Arbeitswelt und Nationalsozialismus. Der Betrieb als Laboratorium der „Volksgemeinschaft“ 1920–1960. Klartext, Essen 2020, ISBN 978-3-8375-2310-2.
- mit Antonia Gießmann-Konrads: Grenzen des Sag- und Zeigbaren. Humor im Bild von 1900 bis heute. Wissenschaftliche Buchgesellschaft, Darmstadt 2020, ISBN 978-3-534-40417-9.
- mit Darius Harwardt und Michael Wala: Die Verortung der Bundesrepublik. Ideen und Symbole politischer Geographie nach 1945. transcript, Bielefeld 2020, ISBN 978-3-8376-5003-7.